# Änglars drömliv
Änglars drömliv (franska: La Vie rêvée des anges) är en fransk dramafilm från 1998 i regi av Erick Zonca.

## Utmärkelser
Filmen vann Césarpriset för bästa film 1999.

## Roller (urval)
- Élodie Bouchez – Isa
- Natacha Régnier – Marie
- Grégoire Colin – Chriss
- Jo Prestia – Fredo
- Patrick Mercado – Charly